# 苦い旋律
『苦い旋律』（にがいせんりつ）は、梶山季之の長編小説。風俗小説としては珍しく、女性週刊誌に連載され、読者からの投稿も掲載された。

## 内容
女子大を卒業後、有閑娘でぶらぶらしていた邦子は、叔父の紹介で登志子の茶の湯教室に通う。そこで女性秘書募集の新聞広告を見て、東銀座の「メルヘン産業」に女性秘書に応募する。だが、社長の曄道には秘密の趣味があった。

## 登場人物
- 一貫寺邦子（いっかんじ くにこ） - 津田塾大学卒業後、高等遊民。茶の湯教室で姉として慕いたいような、妖しい魅力の年上女性に出会う。
- 一貫寺毅彦（いっかんじ たけひこ） - 邦子の父。官僚。
- 一貫寺保彦（いっかんじ やすひこ） - 邦子の叔父。西銀座広告代理店の専務。
- 藤野登志子（ふじの としこ） - 茶道家の三十代女性。茶寮「無迷庵」邦子の庵主。広告代理店の女性社員に華道も教えている。
- 曄道征四郎（てるみち せいしろう） - 青年実業家。東銀座に自社ビルを持つ社長。

## メディアミックス
上村一夫により劇画化。『苦い旋律』少年画報社  1973年6月1日初版（月二回刊『ヤングコミック』掲載、1973年）

## 書誌情報
- 『苦い旋律』（『女性セブン』小学館、1967-68年連載）
- 『苦い旋律（前篇・後編）』集英社、1968年
- 『苦い旋律』集英社文庫、1982年8月25日初版 ISBN 4-08-750541-3